# Museu da Água
O Museu da Água da EPAL localiza-se na cidade de Lisboa, no município e distrito homónimos, em Portugal, sendo constituído por quatro núcleos de instalações construídas nos séculos XVIII e XIX, sendo:
- Aqueduto das Águas Livres
- Reservatório da Mãe d'Água das Amoreiras
- Reservatório da Patriarcal
- Estação Elevatória a Vapor dos Barbadinhos

É um museu histórico-cultural mantido pela empresa EPAL, cujo acervo versa sobre a história do abastecimento de água a Lisboa. 
A Estação Elevatória a Vapor dos Barbadinhos, primeira estação de bombagem a vapor da cidade, homenageia Manuel da Maia, engenheiro do século XVIII que projetou o Aqueduto das Águas Livres. A excelente disposição deste núcleo fê-lo ganhar o prémio do Conselho da Europa em 1990. O lugar de honra vai para os bem preservados motores a vapor, um dos quais funciona a electricidade e pode ser ligado para os visitantes. O desenvolvimento da tecnologia é documentado por fotografias. São particularmente interessantes aquelas dedicadas ao Aqueduto das Águas Livres e ao Chafariz de El-Rei do século XVII, em Alfama, onde a população fazia fila em frente de uma de seis bicas, conforme o estatuto social.

## História
Em 1919, nas sessões de 30 de Abril e 2 de Maio da Assembleia Geral da Companhia das Águas de Lisboa, foi aprovado um conjunto de alterações ao Regulamento Administrativo em vigor desde 1908, o qual viria a ser reformado na sua totalidade, com a inclusão das referidas alterações, por uma comissão nomeada na Assembleia de 30 de Abril do ano seguinte.
De entre as alterações introduzidas, destaca-se a constante do Artigo 134º., referente à 3ª. Divisão da Repartição Técnica, designada por Trabalhos de desenho, Arquivo, Biblioteca e Museu: “A esta divisão compete em geral a coordenação de todos os elementos necessários para a preparação de projectos e realização de obras e em especial:
[...] 6º. Ter a seu cargo a organização e a conservação do Museu em que estejam expostos os diversos tipos de canalizações, aparelhos acessórios, contadores e mais material usado, e bem assim um mostruário das avarias ou alterações no mesmo encontradas.
Em 1950 a Companhia, necessitando de resolver o problema das instalações dos Laboratórios, optou por demolir as caldeiras da antiga Estação Elevatória a Vapor dos Barbadinhos, elementos que, tal como a chaminé também então demolida, se apresentariam num estado avançado de degradação. A Estação havia sido desactivada no final da década de 20, após a entrada em funcionamento, em 1928, da nova estação eléctrica.
Na remodelação, em que foi construído um 1º andar nos corpos sul e central do edifício, houve a preocupação de preservar as máquinas a vapor e as bombas, peças cuja beleza e estado de conservação justificavam a sua conservação como parte principal do património do Museu.
Para a antiga sala das caldeiras, no piso térreo, veio a colecção de peças que se vinha organizando na Sede da Companhia desde 1919, alargando-se desta forma o conceito de “museu” ao conjunto colecção – sítio, aqui materializado na colecção de peças instalada num edifício que é, ele próprio, património histórico, marco importante da arqueologia industrial.
Em 1967, quando para o abastecimento de água concorriam as águas superficiais do Tejo captadas na Estação de Valada e tratadas na Estação de Tratamento de Vale da Pedra, o Aqueduto das Águas Livres e o Reservatório da Mãe d'Água das Amoreiras, que desde o século XVIII abasteciam Lisboa, foram desactivados e passaram a integrar o património do Museu.
Em 1987 o Museu sofreu uma remodelação, sendo dada uma organização museológica à colecção, criando-se, na Sala da Exposição Permanente um percurso que mostra a evolução do abastecimento de água a Lisboa desde o tempo dos Romanos até ao tempo presente.
No piso superior, onde anteriormente estivera instalado o arquivo geral da Empresa, foi criada, em 1992, a Sala de Exposições Temporárias, desde então utilizada para exposições de artes plásticas e diversos eventos de carácter cultural e social.
Esta remodelação foi feita com a colaboração do Arquitecto Varandas Monteiro, do Museólogo Dr. António Nabais, sendo o projecto de Museografia da responsabilidade dos Drs. José Guerra Soares e Jorge Raposo.
Em 1994, quando Lisboa foi capital europeia da cultura, foi recuperado o Reservatório da Patriarcal, situado no subsolo do Jardim do Príncipe Real, reservatório construído pela 1ª. Companhia das Águas entre 1856 e 1864, e entretanto desactivado do serviço do abastecimento.
A recuperação deste reservatório foi dirigida pelo Arquitecto Varandas Monteiro, vindo a ser-lhe atribuído o Prémio Municipal Eugénio dos Santos em 1995. Constituindo memória histórica, o Reservatório da Patriarcal, tal como o Reservatório da Mãe d’Água das Amoreiras, são hoje locais de realização de exposições de artes plásticas e eventos culturais e sociais.
O património do Museu integra ainda o Arquivo Histórico, acervo documental e fotográfico que permite conhecer a história do abastecimento de água a Lisboa e se encontra à disposição dos investigadores interessados.
Em janeiro de 2015, foi passou a disponibilizar aos visitantes três mesas equipadas com tecnologia touch, abordando temas como a distribuição dos recursos de água no mundo ou a protecção ambiental, além de também disponibilizarem um mapa interactivo com a evolução do estabelecimento de água em Lisboa. Também tem um novo chão interactivo que reage aos movimentos dos seus visitantes, bem como uma projecção onde é possível perceber alguns dos fenómenos do ciclo da água.

## Prémios
O Museu da Água da EPAL é o único museu português galardoado com o Prémio do Museu do Conselho da Europa, que prestigia o museu que melhor contribua, entre outros conceitos, para o entendimento e conhecimento da herança cultural europeia, bem como para a consciencialização da sua identidade (1990).
O Museu da Água foi galardoado com o 1º Prémio Internacional do IWA, na categoria E-Media, atríbuido ao CD-Rom do Museu (2001).
O Museu da Água foi ainda galardoado com o 2º Prémio nas categorias Promocional, com o desdobrável dos quatro núcleos do Museu e na Comunicação Escolar, com o Projecto “Águas Livres” - Serviço de Apoio aos Professores (2001).
O Reservatório da Patriarcal, núcleo secular do Museu da Água, foi distinguido com o “Prémio Eugénio dos Santos” da Câmara Municipal de Lisboa , pelo projecto de recuperação da autoria do arquitecto Mário Varandas Monteiro (1994), igualmente responsável pela intervenção na Estação Elevatória a Vapor dos Barbadinhos.
O Museu recebeu ainda uma Menção Especial de Qualidade Artística para o vídeo “A Ópera de Água”, no Festival FIMBACTE, em Paris (1998).
Também o vídeo do Aqueduto das Águas Livres “250 Anos a dar de beber à vida”, foi primeiro prémio mundial na categoria audiovisual do IWA (1999), primeiro prémio APCE na categoria de vídeo de Comunicação Externa (1999) e na mesma categoria primeiro prémio da ACELP (Brasil), Prémio de “Melhor Filme de Arte e Monumentos”, no 14ª Festival Internacional do Estoril (2000).
Foi ainda distinguido com o “Prémio Municipal de Azulejaria” com o painel “Água” da autoria do artista plástico Eduardo Nery (1987).
Ao Museu da Água foi atribuído pela APCE o primeiro prémio na categoria de Publicação Especial para o livro “Mais de Mil Anos se Passaram”, também distinguido pela ACELP (Brasil) (2000).
Das Menções Honrosas destaca-se a Brochura Promocional do Museu da Água, pelo IWA - Internacional Water Association (1999).
Atríbuido o Prémio "International Quality Crown Award" na categoria Ouro à EPAL pelo seu trabalho desenvolvido na preservação do Aqueduto das Águas Livres no dia 29 de Novembro de 2004 em Londres.